# 杜省中华公会
杜省中华公会是南非华人为了维护自身权益于1903年在德兰士瓦殖民地所成立的组织，其成立之初仅有900名华人居住在德兰士瓦。
该组织成立初期与德兰士瓦印度国民大会党和圣雄甘地举行反对《亚洲人登记法》活动。这项法令规定居住在德兰士瓦的华人和印度人需进行登记。该组织在殖民时期实施消极抵抗策略，但在德兰士瓦并入南非联邦后转用温和方式与政府沟通，希望在种族隔离时期赋予华人更多权利。

## 历史
1906年，德兰士瓦殖民地（Transvaal，华人译作杜兰斯哇省，简称杜省）政府公布《1906年亚洲人修正条例草案》要求德兰士瓦的华人和印度人进行登记。杜省中华公会知晓后派人在清朝驻德兰士瓦领事陪同下前往伦敦抗议该法案。同年11月，殖民地总督第二代塞尔伯恩伯爵威廉·帕尔默否决该法案。1907年，人民党胜选上台后，通过《亚洲人登记法》再次要求华人和印度人登记。:54
1908年，杜省中华公会致信给清朝驻英国公使馆抗议，并要求将华人排除在《亚洲人登记法》外，理由是华人和印度人不同，不是大英帝国臣民。同年，有两名华人进行了登记，一人登记后回到清朝，另一人在登记后因无法留在当地自杀。杜省中华公会为他支付了葬礼费用。公会领袖梁佐钧表示政府应对这件「无辜谋杀」负责，圣雄甘地在其葬礼上发声反对该法令。:30
1909年2月20和21日，梁佐钧和甘地因拒绝出示登记证件被捕。:33还有大约2000名亚洲人因这条罪被捕。:55梁佐钧的消极抵抗政策在公会内部未获一心，于是他向法院申请禁令以禁止会员将抵抗资金用在别处。梁佐钧还率领支持消极抵抗的会员另组华人抵抗联盟，导致公会内战。据报道，两派人马甚至在约翰内斯堡街头发生枪战。:33
1910年5月18日，梁佐钧被捕后驱逐出境至锡兰科伦坡。1911年1月，梁佐钧从锡兰回国后，来到新成立的南非联邦德班，但在进入德兰士瓦省被捕，并被判3个月苦役。获释后，他辞去公会领袖职务。:35–36
1911年，德兰士瓦政府与亚洲人达成临时协议，同意让受过教育人士不必登记，登记也不必按指纹，而是改用签名。1912年，梁佐钧携带公会资产和账簿潜逃，消极抵抗运动也随之结束。甘地对此表示「群龙无首情况下，追随者难以继续抗争，领袖身败名裂时，对追随者的冲击更加巨大。」杜省中华公会也在同年解散。:37
时间来到20世纪，公会断断续续重组为华人发声。1980年代起，公会转型成豪登省的南非华人社区文化组织，并定期举办大型庆祝活动。
2017年，公会对12名在Facebook发表歧视华人言论的网民提起诉讼。2022年，法院裁定构成仇恨言论，判诀网民公开道歉，并捐赠5万兰特给华人养老院。2022年10月，艾哈迈德·卡特拉达基金会颁发反种族主义奖给公会，表彰他为去种族主义所作出的贡献。